# Александр Петіон
Александр Сабес Петіон (гаїт. креол. Aleksann Petyon, фр. Alexandre Pétion; 2 квітня 1770 — 29 березня 1818) — один з перших президентів Гаїті.

## Життєпис
Народився в Порт-о-Пренсі. Мулат. 1793 року вступив до лав французької армії; бився проти англійських інтервентів, які захопили західну частину острова Гаїті. 1803 року, беручи участь у боротьбі за незалежність Гаїті, звільнив Порт-о-Пренс від французьких військ. Був одним з керівників змови проти Дессаліна.
З 10 березня 1807 до 29 березня 1818 року — президент «Республіки Гаїті», що існувала на південному заході країни. Підтримував інтереси заможних мулатів — землевласників, купців, лихварів; сприяв розвиткові капіталістичних відносин, роздавав селянам державні землі, запровадив загальну безкоштовну освіту тощо.
У 1811 та 1815 роках переобирався на пост президента. 1816 року ухвалив конституцію, відповідно до якої став довічним президентом. Надавав допомогу народам Латинської Америки в боротьбі за незалежність.
Помер від жовтої гарячки у 1818 році в рідному місті.